# Kaoru Nagadome
Kaoru Nagadome (永留 かおる?, Nagadome Kaoru; 7 maggio 1973) è un'ex calciatrice giapponese di ruolo difensore.

## Carriera

### Nazionale
Il 15 giugno 1997 Nagadome è convocata nella Nazionale maggiore in occasione di una partita contro Cina. Nagadome ha disputato anche il Mondiale 1999. In tutto Nagadome ha giocato 4 partite con la Nazionale nipponica.

## Statistiche

### Cronologia presenze e reti in nazionale
| Cronologia completa delle presenze e delle reti in nazionale ― Giappone | Cronologia completa delle presenze e delle reti in nazionale ― Giappone | Cronologia completa delle presenze e delle reti in nazionale ― Giappone | Cronologia completa delle presenze e delle reti in nazionale ― Giappone | Cronologia completa delle presenze e delle reti in nazionale ― Giappone | Cronologia completa delle presenze e delle reti in nazionale ― Giappone | Cronologia completa delle presenze e delle reti in nazionale ― Giappone | Cronologia completa delle presenze e delle reti in nazionale ― Giappone |
| Data                                                                    | Città                                                                   | In casa                                                                 | Risultato                                                               | Ospiti                                                                  | Competizione                                                            | Reti                                                                    | Note                                                                    |
| ----------------------------------------------------------------------- | ----------------------------------------------------------------------- | ----------------------------------------------------------------------- | ----------------------------------------------------------------------- | ----------------------------------------------------------------------- | ----------------------------------------------------------------------- | ----------------------------------------------------------------------- | ----------------------------------------------------------------------- |
| 15-6-1997                                                               | Osaka                                                                   | Giappone                                                                | 0 – 0                                                                   | Cina                                                                    | Coppa Kirin                                                             | -                                                                       |                                                                         |
| 24-3-1999                                                               | San Quintino                                                            | Francia                                                                 | 0 – 1                                                                   | Giappone                                                                | Amichevole                                                              | -                                                                       |                                                                         |
| 29-4-1999                                                               | Charlotte                                                               | Stati Uniti                                                             | 9 – 0                                                                   | Giappone                                                                | Amichevole                                                              | -                                                                       |                                                                         |
| 3-6-1999                                                                | Tokyo                                                                   | Giappone                                                                | 3 – 2                                                                   | Corea del Sud                                                           | Coppa Kirin                                                             | -                                                                       |                                                                         |
| Totale                                                                  |                                                                         | Presenze                                                                | 4                                                                       |                                                                         | Reti                                                                    | 0                                                                       |                                                                         |